# Prionosternum
Prionosternum is een geslacht van spinnen uit de  familie van de Lamponidae.

## Soorten
- Prionosternum nitidiceps (Simon, 1909)
- Prionosternum porongurup Platnick, 2000
- Prionosternum scutatum Dunn, 1951